# マーノ・ネーラ
ブラックハンド（Black Hand）、またはイタリア語でマーノネーラ（La Mano Nera）とは、単一の組織の名称では無く、複数のギャング組織が行っていた犯罪行為の総称である。主にイタリア系の犯罪組織、カモッラやマフィアによって行われ、その主な犯行手段は脅迫行為であり、相手に金銭を強請る際に黒い手形のマークが押印された脅迫状を送りつけていたことから「ブラックハンド」という名称で呼ばれた。日本の文献では「黒手組」と記載されている場合もある。

## 概要
移民たちは多くが貧しい小作農の出身であり、アメリカで金を稼いで故郷へ戻り土地を得ようと考えていたが、教育の程度も低く、金を稼げるような技術も持っておらず、加えて住環境もひどく劣悪であった。その中から手っ取り早く金を稼ぐためにいくつかの犯罪組織が作られ、そして彼らはお互いに共存しあっていた。
1900年までに、ブラックハンドの活動はニューヨーク、ニューオーリンズ、シカゴ、そしてサンフランシスコのイタリア系移民社会の中に広まっていった。彼らが脅迫する対象は主にアメリカで成功した同胞たちであった。多くの被害者はアメリカの法律を理解しておらず、また彼らを助けてくれるような後ろ盾も持ち合わせていなかったため、ブラックハンドに金を支払わざるを得なかった。おそらく当時のイタリア系移民のうち90％は彼らによって生活を脅かされていた。
ブラックハンドの典型的な犯行手口は、狙った相手に対し殺人、誘拐、放火または身体に傷害を加えることをほのめかす脅迫状を送りつけることであった。そこには指定された金額を指定された場所に届けるようにと書かれていた。また、手紙には脅迫状のシンボルマークとして、煙を出している銃あるいは縛り首に使われた縄の輪そして黒インクで手形のマークが押されていた。そのマークからアメリカの新聞社によって彼らマーノ・ネーラはブラックハンド・ソサエティと名付けられた。

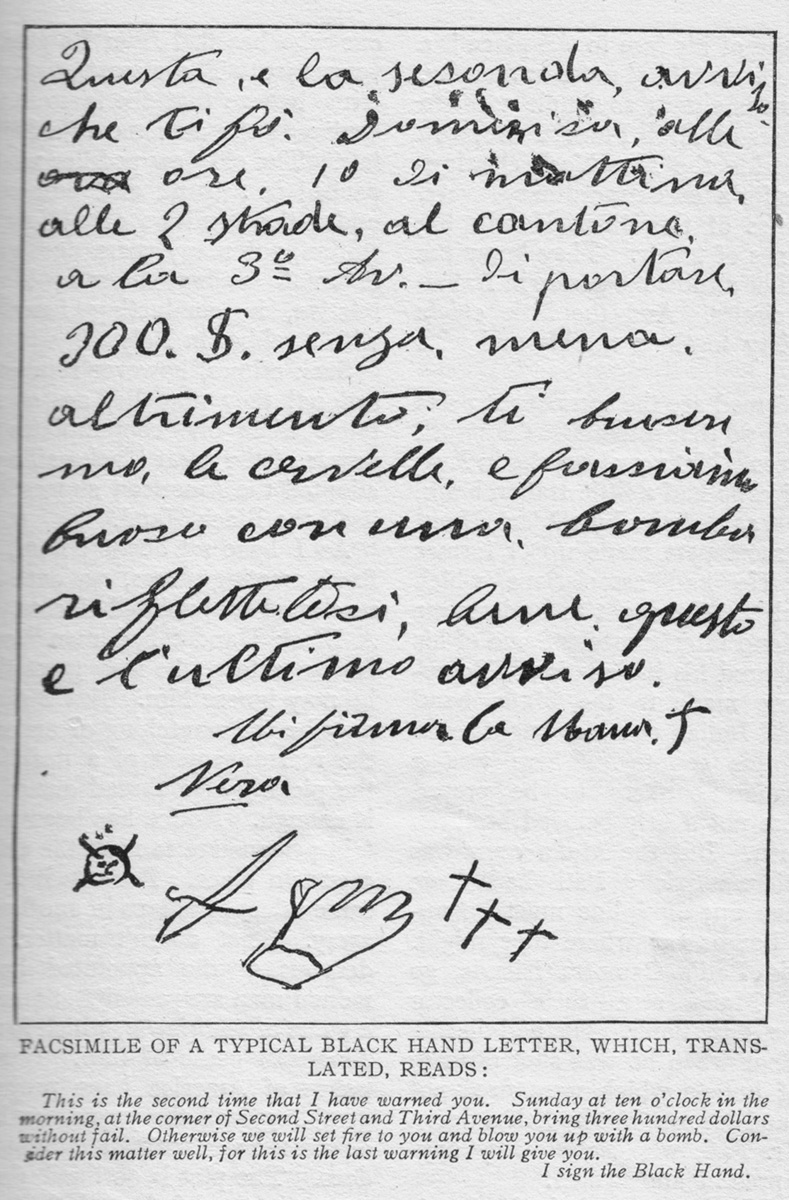
マーノ・ネーラの脅迫状。「これは二度目の警告だ。日曜日の午前10時に三番大路の二番通りの角に300ドル間違いなく置いておけ。さもなくばお前に火をつけるか爆弾で吹き飛ばす。よく考えろ。これが最後の警告だ。ブラックハンドのサインを記す。」と書いてある。

ギャング達は、目をつけた相手が金の支払いに応じない場合は更なる脅しを行い、建物をダイナマイトで吹き飛ばすことすらあった。ブラックハンドの恐怖はアメリカ中のリトル・イタリーに広がり、多くの人々はマーノ・ネーラという言葉を口に出すことすら恐れた。
ニューヨーク・リトル・イタリーのシチリア人ギャング、サイエッタことイニャツィオ・ルポは、イースト・ハーレム近くにあった「殺人厩舎」と呼ばれていた場所で、要求に応じない人を絞め殺した上、遺体を焼いて処分していたことで悪名を馳せ、少なくとも60人以上を殺害したとされるが、実際には彼のほかにボスのジュゼッペ・モレロの他の部下たちもこれらの殺人を行ったとされる。
脅迫状を送りつけられた者の中に、当時、テノール歌手として人気を博していたエンリコ・カルーソーも含まれていた。ブラックハンドの手紙には件の黒い手形のマークと2000ドルを支払うことを要求する内容が書かれていた。カルーソーは要求に屈し、要求された金額を支払ったが、再び脅迫状が届き、それには15000ドル支払うようにと書かれていた。このままでは永遠に金を要求されることになると考えた彼は警察にこのことを通報し、そして、届けるように指定された場所へ金を置き、警官らと共に相手が来るのを待ち構えた。そして、現れた2人のイタリア系アメリカ人のビジネスマンは逮捕された。その後、オペラ公演の時にはニューヨーク市警のジョゼッペ・ペトロジーノ自ら護衛に当たったこともあったという。
また、ブラックハンド達はギャングにも同様の手口で脅迫状を送り、そのまま抗争になる場合もあった。また彼らは被害者が法律の執行により身を守ろうとする場合は、暗殺という従来のギャングとしてのやり方で答えた。ブラックハンドの犠牲者となった者の中にはニューオーリンズの警察署長だったデヴィッド・ヘネシーや上記のペトロジーノも含まれていた。また、彼らは法廷においてさえ、潜在的証人となり得る可能性のある者を脅迫していた。
1910年にルポは逮捕されて懲役30年の判決を受け、10年後に釈放されたものの、ニューヨークは既に群雄割拠の時代に突入しており、もはや裏社会の中心に戻ることはできなかった。その後1920年にはアメリカにおいて禁酒法が施行され、ギャング達が密造酒で莫大な富を得るようになった。それに伴い、犯罪行為としてのブラックハンドは姿を消し、彼らは地下へ潜って本格的なマフィアやギャングへと移行することとなる。